# 延斯·诺沃特尼
延斯·诺沃特尼（德语：Jens Nowotny，1974年1月11日—），德国足球运动员，司职后卫，自1996年起长期效力于德甲勒沃库森，至2007年退役。

## 生平
路禾尼早年出身於德國小型球會卡爾斯魯厄。1992年5月2日首度於德甲聯賽上陣，時作客對漢堡。之後德甲還有三場聯賽才結束，他悉數上陣，自此奠定正選席位。1992-93年球季路禾尼上陣29場聯賽，並以後衛身份取得3個入球。
1996年路禾尼獲德甲另一支球隊利華古遜垂青，於該年8月21日第二場德甲聯賽為該會上陣。之後日子路禾尼都是效力利華古遜，戰績也算出色，不過每次都只是取得第二名。而路禾尼則常受傷患影響，使他上陣次數甚不穩定。他在職業生涯中一共受到五次重創，每一次都要很長時間才復元。故此雖然路禾尼早在1996年就入选德國國家隊，但要直到1999年才成為國家隊主力。此后又因为膝盖十字韧带撕裂错过了2002年世界杯。傷患一直困擾著路禾尼，幸好仍能入選2006年世界杯德國隊選容，並於決賽周中為國家隊正選上陣1場。
2006年7月世界杯結束後，诺沃特尼宣佈前往克羅地亞，加盟當地球會萨格勒布迪纳摩。可惜2007年因膝伤与萨格勒布迪纳摩解除合同之后，33岁的诺沃特尼决定结束15年的职业球员生涯。